# مونج (سادات محمودي)
مونج (بالفارسية: مونج) هي قرية تقع في إيران في قسم سادات محمودي الريفي. يقدر عدد سكانها بـ 258 نسمة بحسب إحصاء 2016.